# Hamantaschen

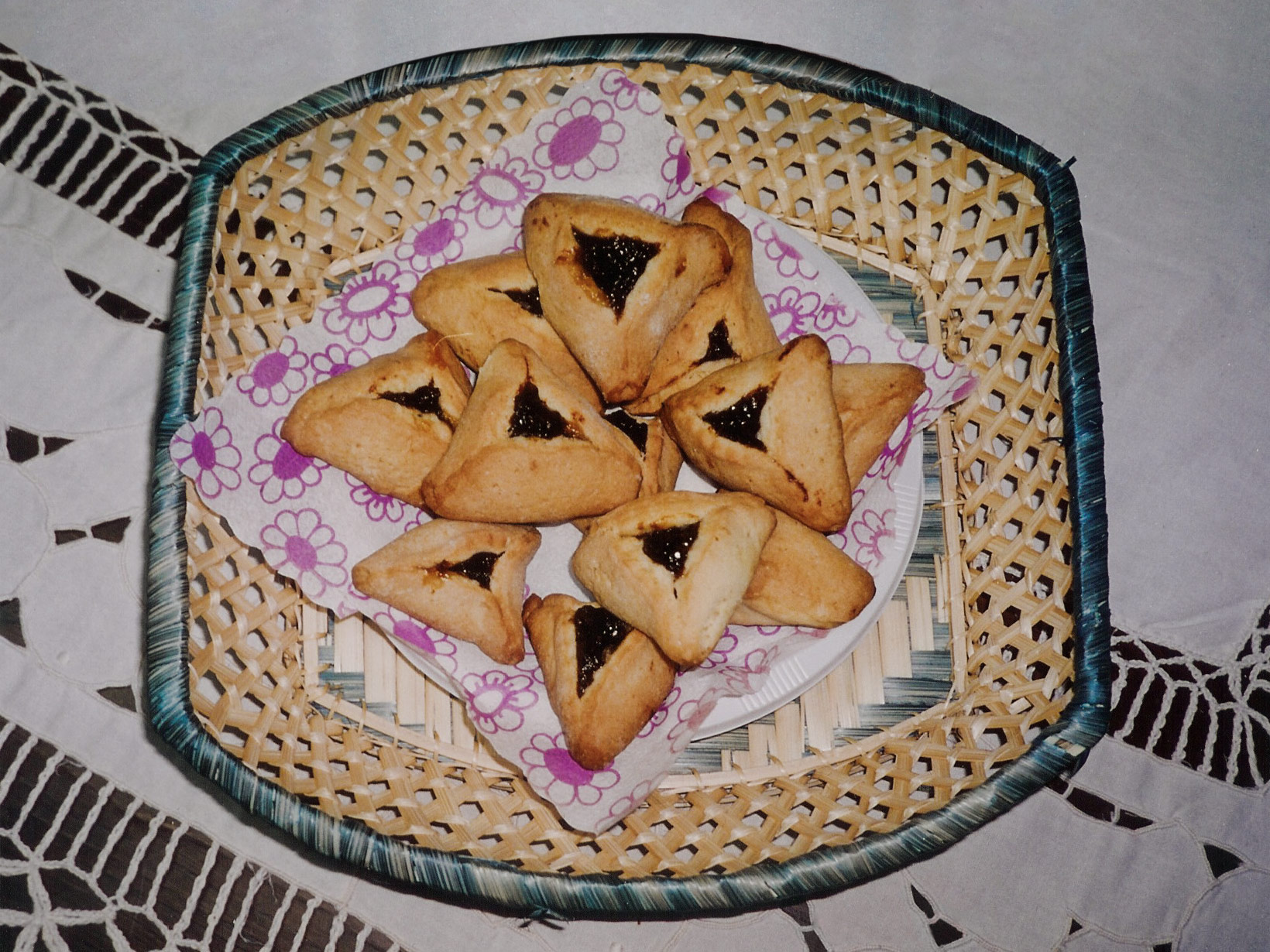
Hemgjord hamantaschen

Hamantasch (Kan även stavas hamentash, homentasch, eller homentash) är en form av trekantig kaka som traditionellt äts av judar under purim. Kakan är trekantig och fylld med fyllning, som kan bestå av en mängd olika saker, såsom choklad, sylt, dadel, plommon, russin eller aprikos.
Kakan kan på svenska kallas Hamans-fickor, -hatt eller -öron. I Israel kallas de אוזני המן (Oznei Haman) - Hamans öron.
Som regel görs kakan av en mjölkfri deg, som skärs upp i en cirkel, varpå cirkelns sidor sedan viks in över mitten från tre håll. 